# Elachisina globuloides
Elachisina globuloides är en snäckart som först beskrevs av Waren 1972.  Elachisina globuloides ingår i släktet Elachisina och familjen Elachisinidae. Inga underarter finns listade i Catalogue of Life.